# Jean-Michel Moreau
Jean-Michel Moreau, kallad Moreau le Jeune, född 26 mars 1741, död 30 november 1814, var en fransk målare, illustratör och grafiker. Han var bror till Louis Moreau.

## Biografi
Moreau reste till Sankt Petersburg och var 1758-59 lärare i teckning vid akademin där. Efter hemkomsten blev Moreau en av de ledande inom det franska kopparsticket. Under medverkan av ett stort antal lärjungar utförde Moreau omkring 2.000 blad, kännetecknade av stor finess i ljusfördelning och komposition, behandlande särskilt sedeskildringar och historiska ämnen. Hans huvudarbete var Ludvig XVI:s kröning. 
Som tecknare och kopparstickare medverkade Moreau i upplagor av franska klassiker. Han var en av det sena 1800-talets stora bokillustratörer och utfört tusentals bilder tull verk av bl. a. Molière, Voltaire och Rosseau.  Moreau är representerad vid bland annat Göteborgs konstmuseum.

## Galleri

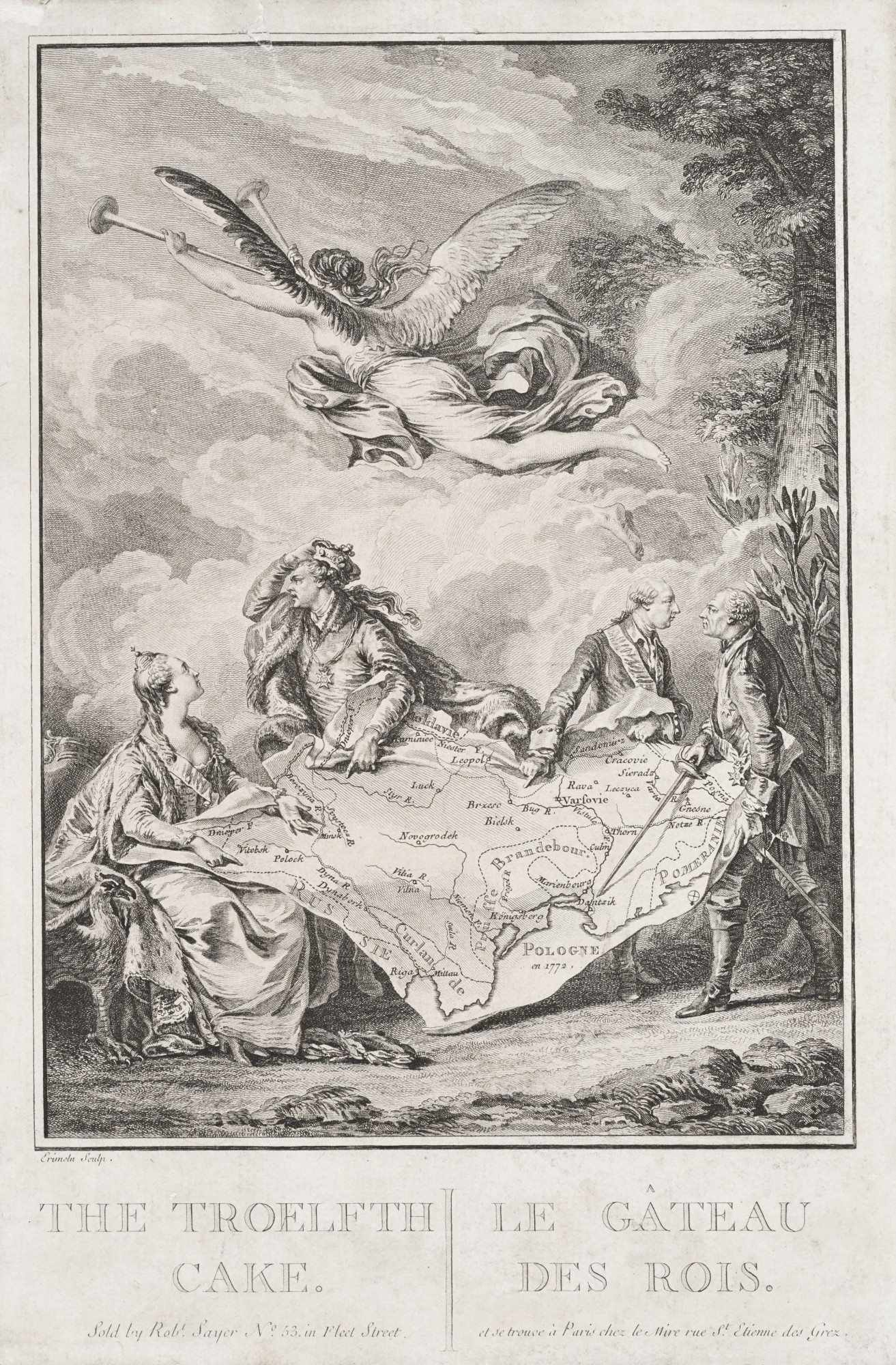
Allegory of the 1st partition of Poland.
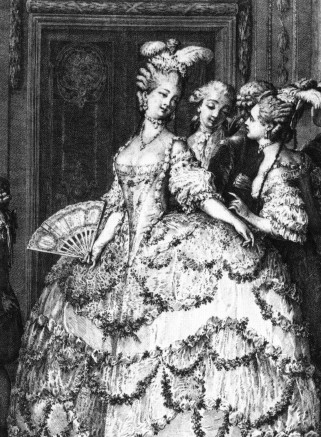
La Dame du Palais de la Reine by P.A. Martini after Jean-Michel Moreau le Jeune.
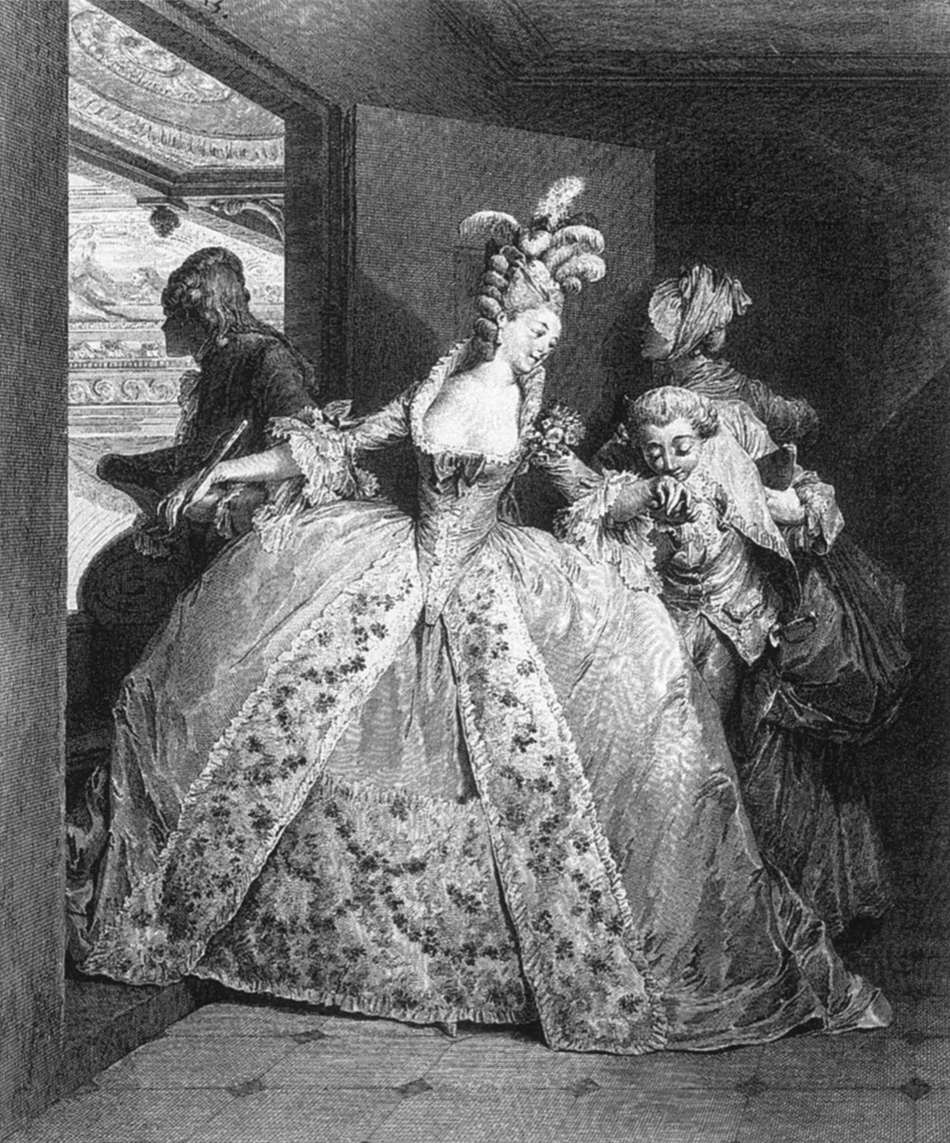
Nicolas de Launay - Les Adieux.
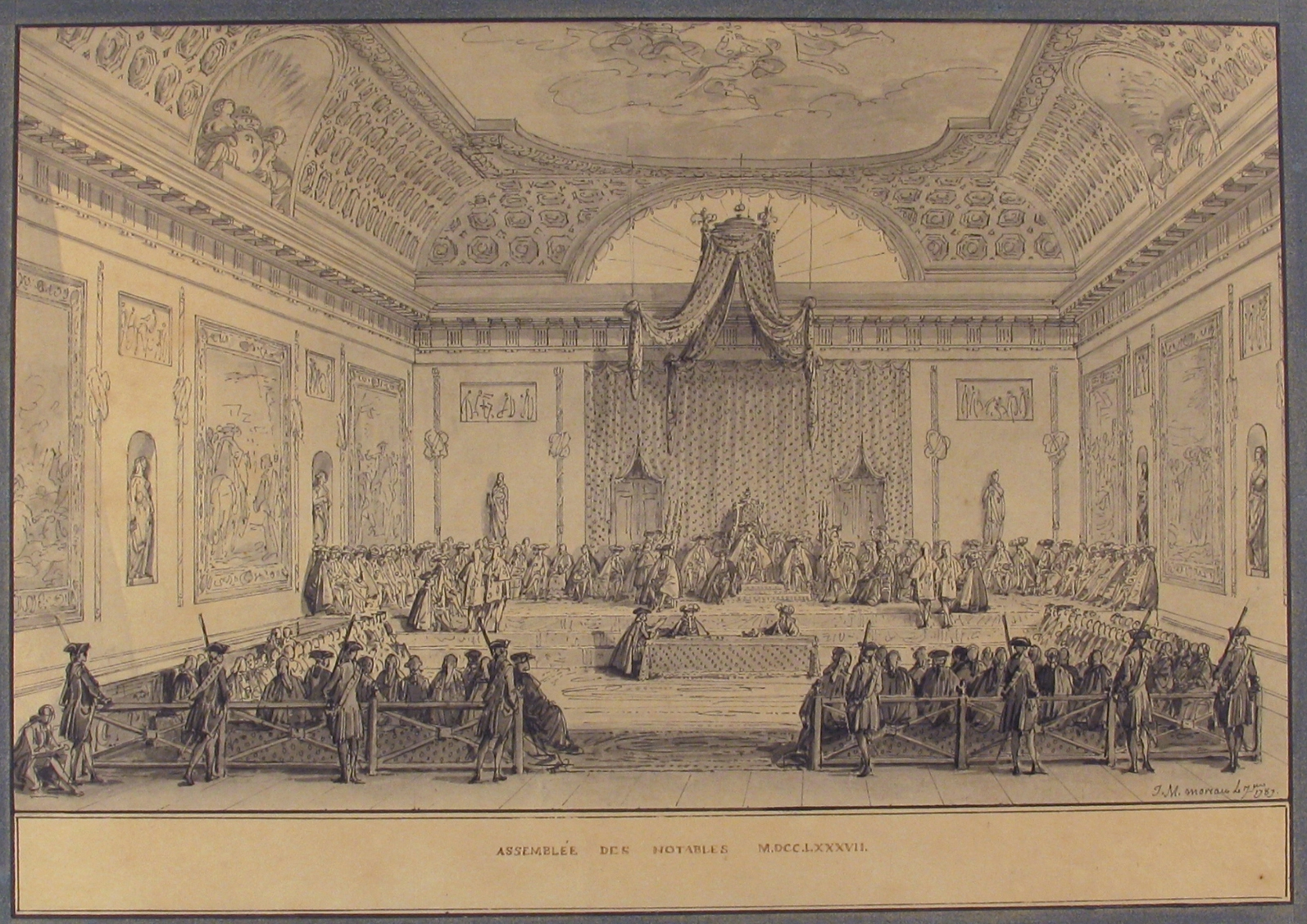
Assemblée des Notables, Versailles, 1787.
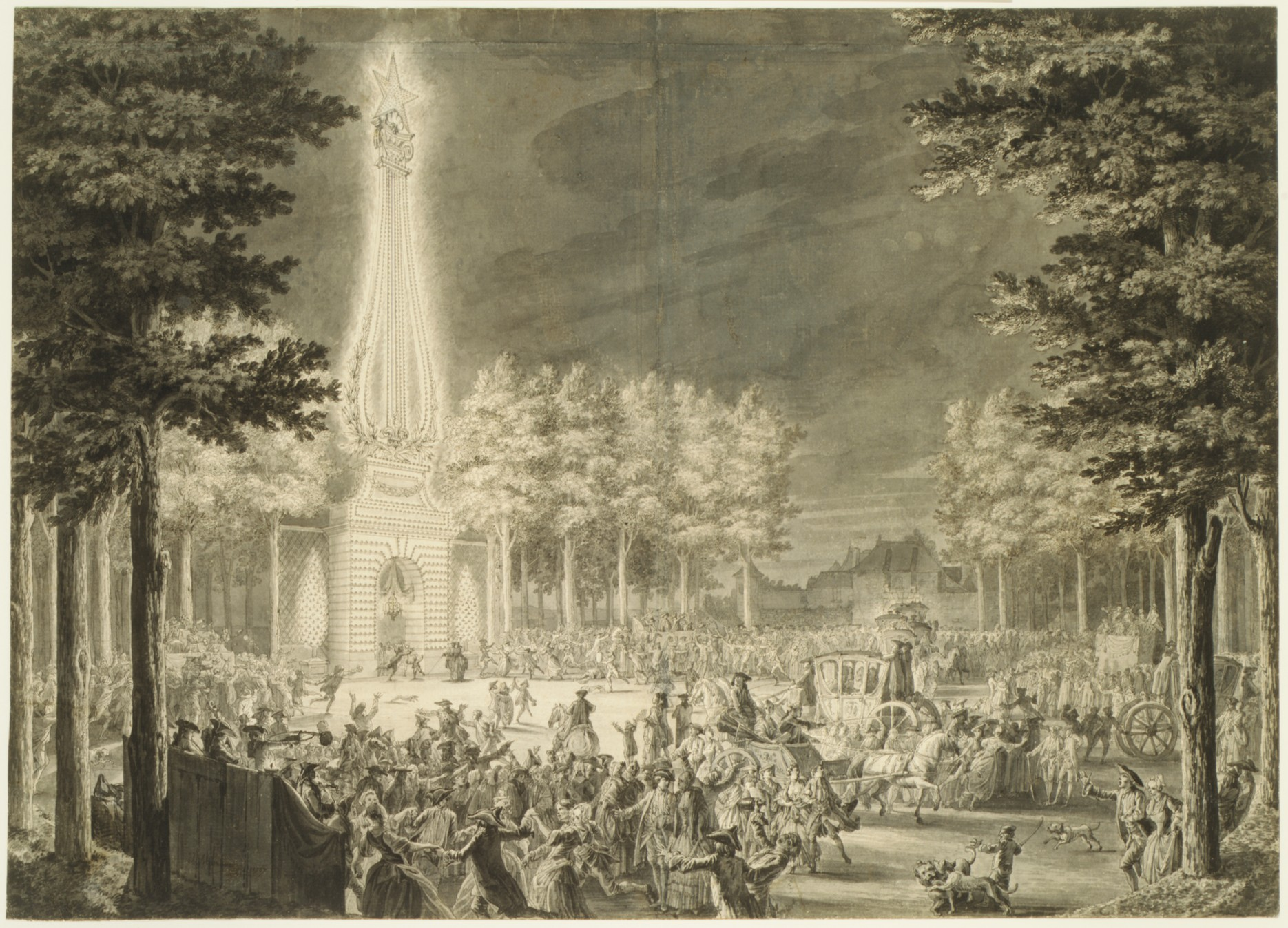
Design for the Engraving "Réjouissances du Peuple . . . à Reims le 27 aout 1765".
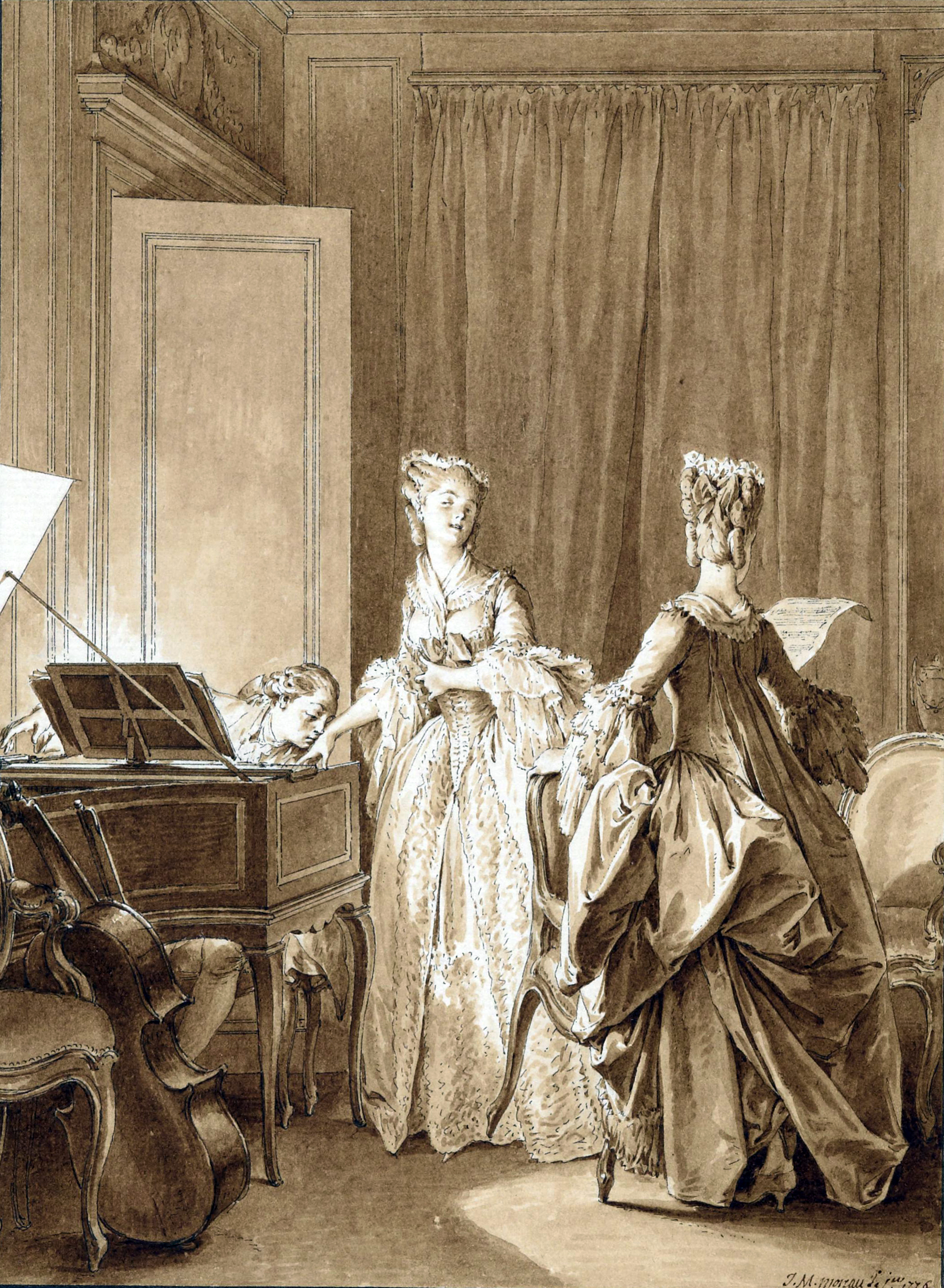
Il appliqua sur sa main un baiser.
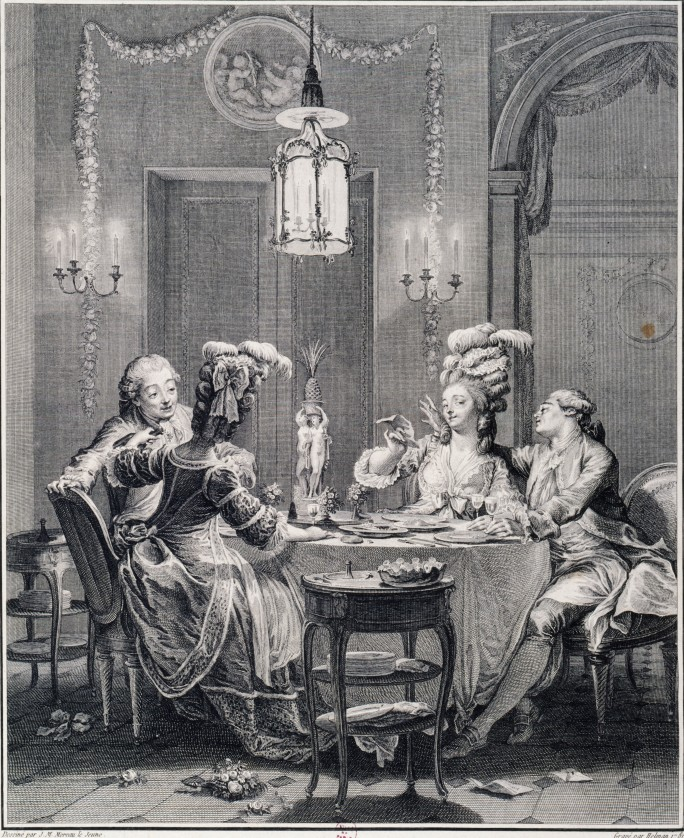
H. Helman after Clement Moreau - Le Souper Fin.
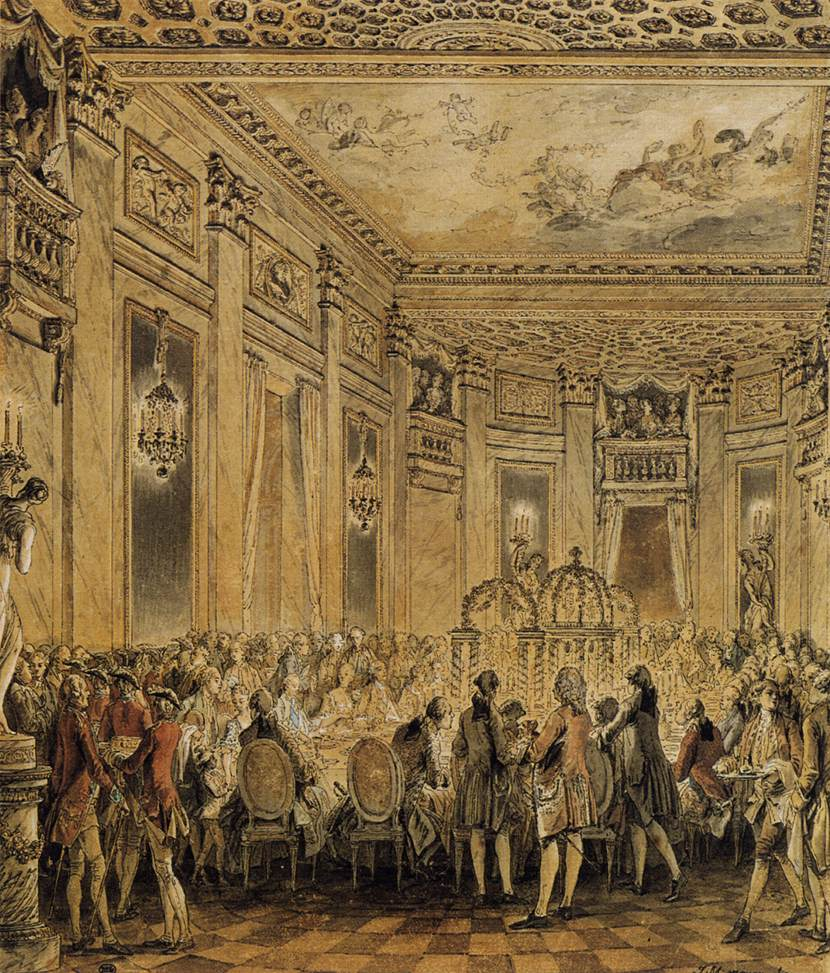
Jean-Michel Moreau - Banquet Given in the Presence of the King.
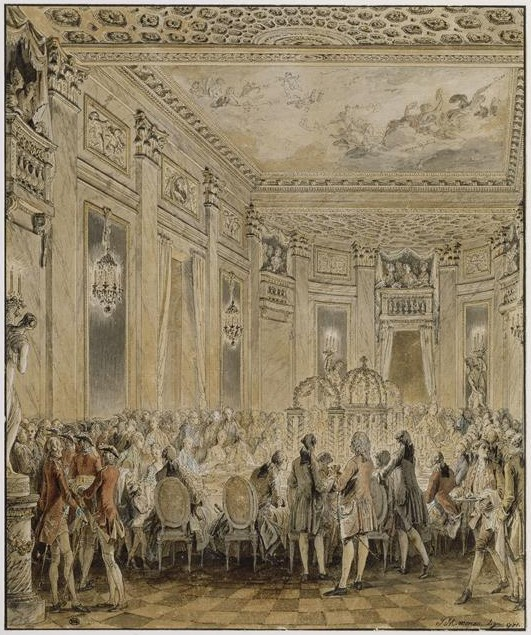
J.M. Moreau - Souper donné à Louveciennes.
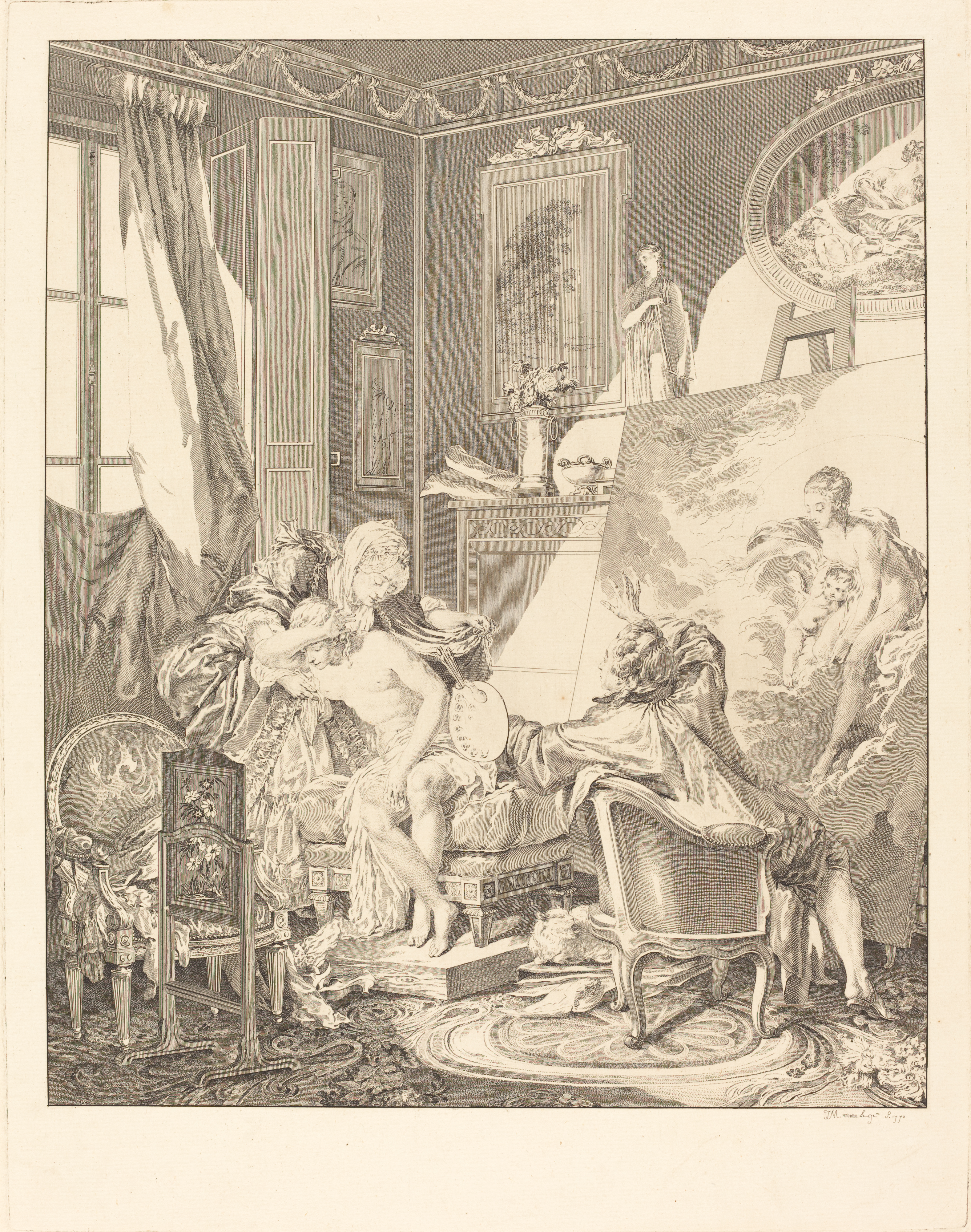
Jean-Michel Moreau after Pierre-Antoine Baudouin, Le modèle honnête, 1770.
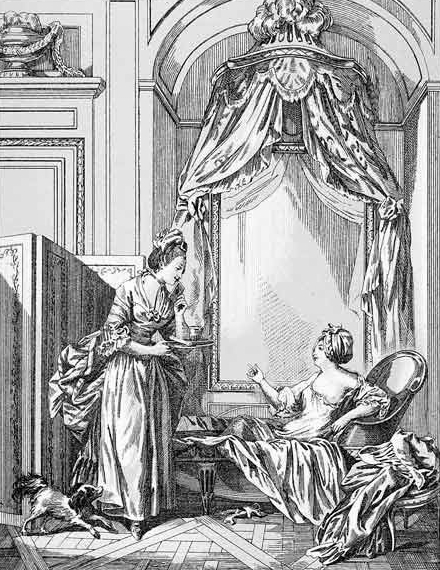
Jean-Michel Moreau Lady taking bath.
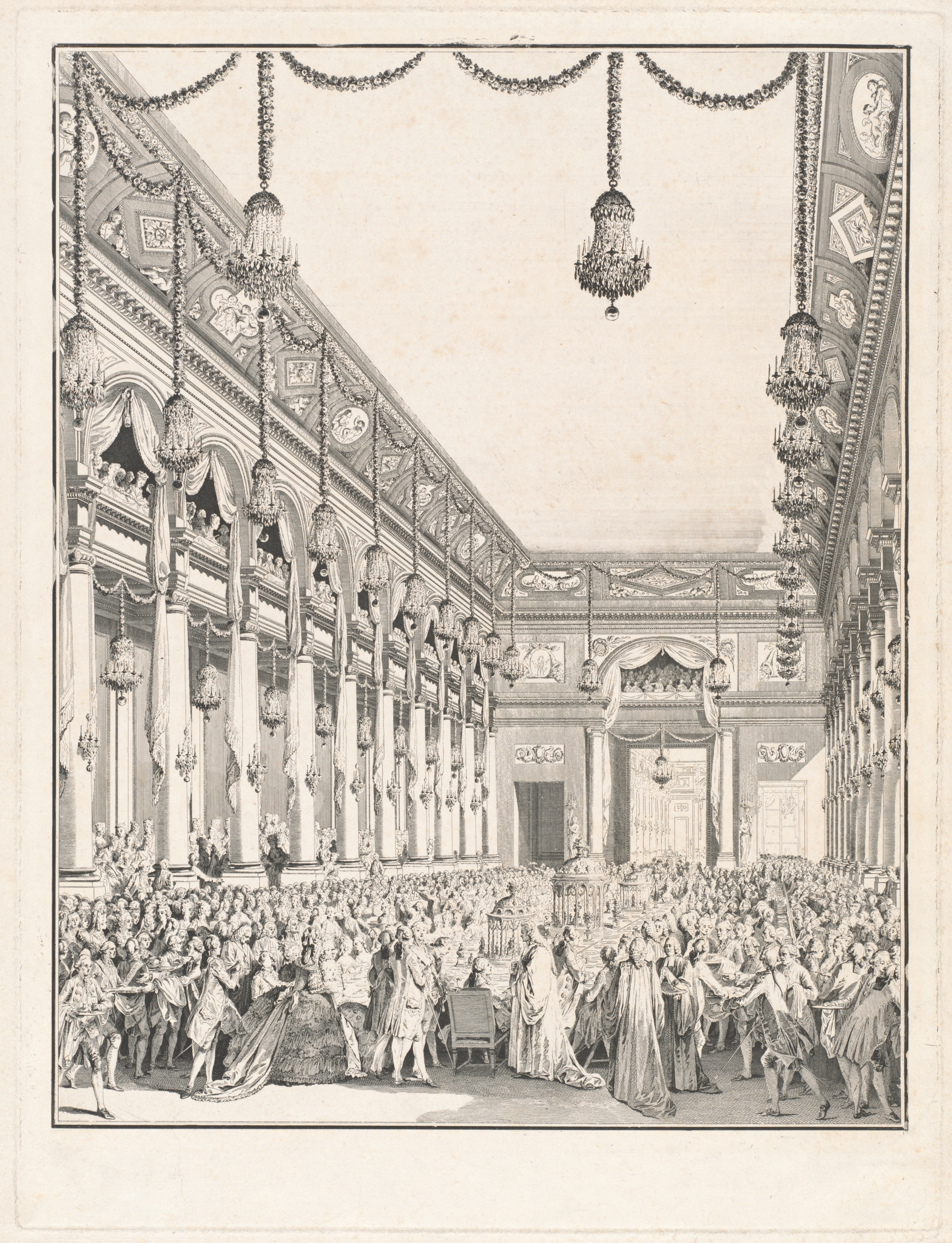
Jean-Michel Moreau the Younger, Le festin royal - Fête donnée à l'occasion de la naissance de Monseigneur le Dauphin, 21 janvier 1782.
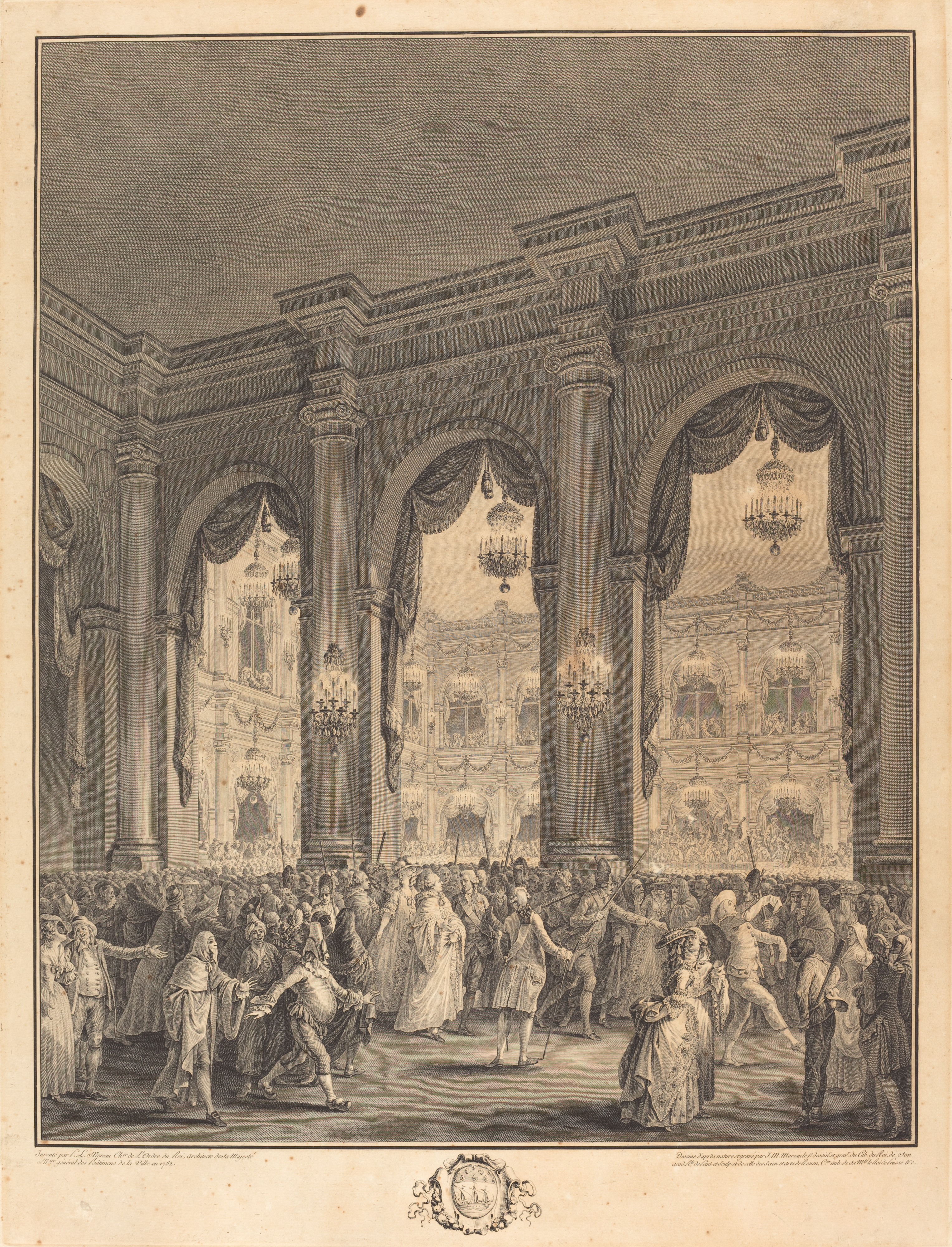
Jean-Michel Moreau, Le bal masqué, 1782.
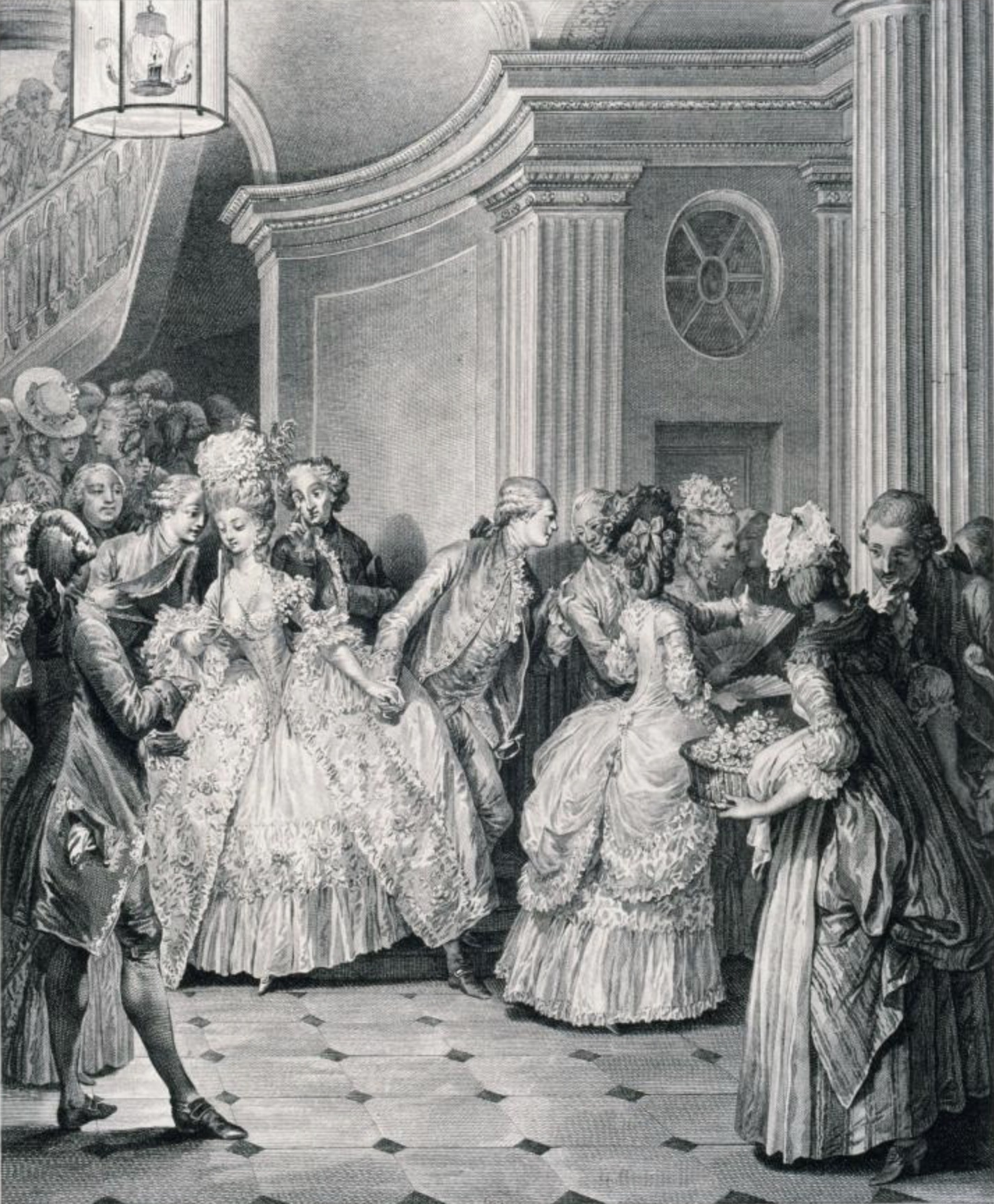
Moreau le Jeune La Sortie de l’Opéra.
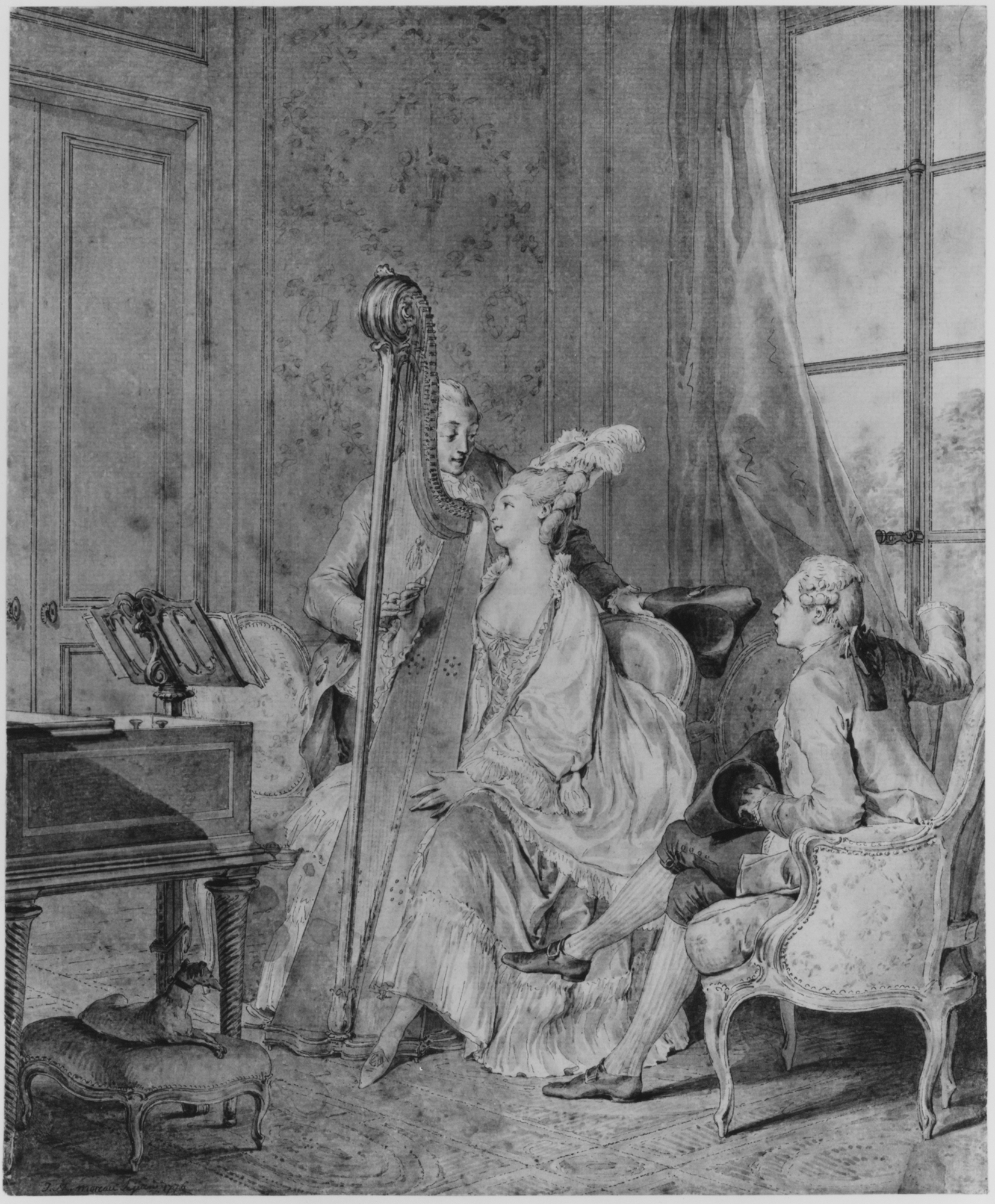
Perfect Harmony.